# Stephen Austin
Stephen Fuller Austin (Condado de Wythe; 3 de noviembre de 1793 - Condado de Brazoria; 27 de diciembre de 1836), fue un Empresario estadounidense nacido en Virginia y criado en el sureste de Misuri. Conocido como el Padre de Texas, llevó a cientos de familias de los Estados Unidos a la región (1825). Trabajó con el gobierno mexicano para apoyar la inmigración procedente de los Estados Unidos. Numerosos lugares e instituciones han sido bautizados con su nombre, como la capital de Texas, Austin, en el Condado de Travis, el Condado de Austin, Austin Bayou, Stephen F. Austin State University en Nacogdoches, Austin College en Sherman y un buen número de colegios.

## Primeros años
Segundo hijo de Moses Austin y Mary Austin Brown (la primogénita, Eliza, no pasó del mes de vida). En 1798, la familia se trasladó al oeste, a la región minera rica en plomo de la actual Potosí, Misuri, 40 millas al oeste del río Misisipi. El gobierno español había concedido a Moses Austin un sitio junto a Mine Breton, colonia establecida por franceses.
La familia envió al niño Stephen al este para estudiar en la Bacon Academy de Colchester, Connecticut, y después a la Transylvania University de Lexington, Kentucky, donde se graduó en 1810. Continuó su formación estudiando derecho para ser abogado; Como tal, a los 21 años, ya trabajaba para la administración del territorio de Misuri. 
Después de la crisis financiera de 1819, Austin decidió emigrar al sur, al territorio de Arkansas donde adquirió una propiedad en la orilla sur del río homónimo, en lo que más tarde fue Little Rock. La compra resultó un muy buen negocio porque las tierras se revalorizaron cuando se supo que iba a ubicarse en esa zona la capital del territorio. Instaló su casa en el condado de Hempstead. Se presentó a las primeras elecciones territoriales de ese estado en 1820, y quedó segundo entre seis candidatos a pesar de no figurar en las papeletas de dos de los cinco condados. Posteriormente, fue nombrado juez de primera instancia (judge for the First Circuit Court). Al poco, Little Rock se convirtió en la capital, pero se rechazaron las pretensiones de Austin de obtener tierras en esa zona y los tribunales fallaron en contra de su reclamación. La Asamblea Territorial reorganizó el gobierno y se revocó su nombramiento como juez.
Austin emigró de nuevo marchando ahora a Luisiana (noviembre de 1830). En Nueva Orleans conoció al abogado y excongresista por Kentucky, Joseph H. Hawkins, con quien aprovechó para afianzar sus estudios de leyes.

## Camino de Texas
Mientras Stephen estaba en Arkansas, su padre recibió una concesión de tierras en el Texas español al que llevó a 300 familias estadounidenses. Austin hijo se hizo cargo de la nueva colonia tras ser persuadido por su madre, la señora Mary Brown Austin, poco antes de que una pulmonía acabara con la vida de Moses Austin. Austin cogió el barco de vapor Beaver y fue a Nueva Orleans para reunirse con funcionarios españoles encabezados por Erasmo Seguín, y de allí partió vía Natchitoches, hacia las tierras de Texas.
Camino de San Antonio tiene noticias de que México el 28 de septiembre de 1821 había declarado su independencia de España, y que Texas se convierte en provincia mexicana en lugar de un territorio español. Allí conoce a José Antonio Navarro, con quien mantendrá una relación duradera y fructífera. Navarro, experto en leyes españolas y mexicanas, asesora a Austin para que el gobernador español Antonio María Martínez renueve la concesión de tierras y permita que Austin explore la costa del Golfo entre San Antonio y el río Brazos para instalar su colonia. El guía Manuel Becerra y tres indios Aranama participaron en la expedición.
Austin ya promovió las oportunidades de Texas en Nueva Orleans, anunciando la disponibilidad de tierras a lo largo de los ríos Brazos y Colorado. Una familia compuesta por un matrimonio y dos hijos recibiría 1280 acres (520 ha) a doce centavos y medio por acre. Los agricultores podrían obtener 177 acres (72 hectáreas) y los rancheros (ganaderos) 4428 acres (1792 ha). En diciembre de 1821, los primeros colonos estadounidenses pasaron al territorio otorgado por tierra y mar, en el río Brazos, en el actual condado de Brazoria, Texas.

## EmpresarioAustin
Los planes de Austin para sus colonos americanos peligraron cuando México se independizó en 1821. El gobierno de Agustín de Iturbide no reconocía las concesiones hechas por España. Austin viajó a la Ciudad de México y consiguió que la junta aprobara la concesión que recibió su padre, Moses Austin. Se aprueban también nuevas leyes que regulan los repartos de tierras a los nuevos colonos y se instituye la figura del agente empresario para impulsar la inmigración (enero de 1823). Como empresario, Austin recibiría 67 000 acres de tierra por cada 200 familias que trajera a Texas. Según la ley, los inmigrantes no pagarían tasas por lo que algunos pusieron en cuestión el derecho de Austin a cobrar por sus servicios 12,5 céntimos por acre. 
Cuando el Emperador de México, Agustín de Iturbide, abdica en marzo de 1823, nuevamente se anula la ley. En abril de 1823, Austin solicita del congreso mexicano que le garantice un contrato para traer a 300 familias a Texas. En 1824 una nueva ley de inmigración daba competencias a cada estado mexicano en materias de inmigración y administración de las tierras, que establecía las condiciones que afectaban a los nuevos asentamientos. En marzo de 1825, el estado mexicano de Coahuila y Texas publica una ley similar a la anterior de Iturbide que mantiene el sistema de empresarios, y garantiza a los hombres casados 4428 acres (1792 ha), a condición de pagar 30 $ al estado en un plazo de seis años. 
A finales de 1825, se habían instalado las primeras 300 familias en la colonia Austin. Son conocidos en la historia de Texas como los "Old Three Hundred", los viejos 300. Entre 1825 y 1829 Austin trajo a otras 900 familias porque recibió nuevas concesiones. Él tenía la autoridad civil y militar efectiva sobre los colonos, pero introdujo una apariencia de derecho americano –la Constitución de Coahuila y Texas–, acordada en 1827. Organizó grupos armados pequeños e informales para proteger a los colonos, embrión de los Texas Rangers. Contrariamente a lo que esperaba, Austin ganó poco dinero porque los colonos no estaban dispuestos a pagar por sus servicios como empresario y la mayor parte de sus ingresos se gastaron en la administración y otros servicios públicos.
Durante estos años, Austin, miembro de Logia Louisiana n.° 111 en Ste. Genevieve, Misuri, trató de establecer la masonería en Texas. La Masonería estaba bien establecida entre las clases educadas de la sociedad mexicana. Se había introducido en la aristocracia leal con la Casa de Borbón, y los conservadores tenían el control total sobre la Orden. Hacia 1827, los estadounidenses residentes en Ciudad de México habían introducido el rito masón de York que sustituyó al rito escocés. Austin solicitó crear una logia tejana pero no llegó a formarse por el temor de los masones de México a los elementos liberales tejanos, de quienes sospechaban buscaban la independencia. En 1828 el gobierno mexicano prohibió la masonería y Austin lo acató.
Fue muy activo promoviendo el comercio y la colaboración con las autoridades mexicanas, incluso ayudándoles con milicias a reprimir la Rebelión de Fredonia de Haden Edwards que es considerada por algunos historiadores como la semilla de la Revolución de Texas. Hacia 1832 los colonos suman más de 11 000 lo que suscita recelos del gobierno mexicano que se muestra menos cooperativo con Austin; le preocupa el crecimiento de la colonia y los esfuerzos del Gobierno de EE. UU. por comprarla. El gobierno mexicano había intentado detener la inmigración estadounidense ya en abril de 1830, pero Austin consiguió que sus colonias quedaran exentas. Se concedió tierras a los inmigrantes sobre la base de 640 acres (2,6 km²) por hombre, 320 por esposa, 160 por cada niño, y 80 por cada esclavo.

## Relaciones con México

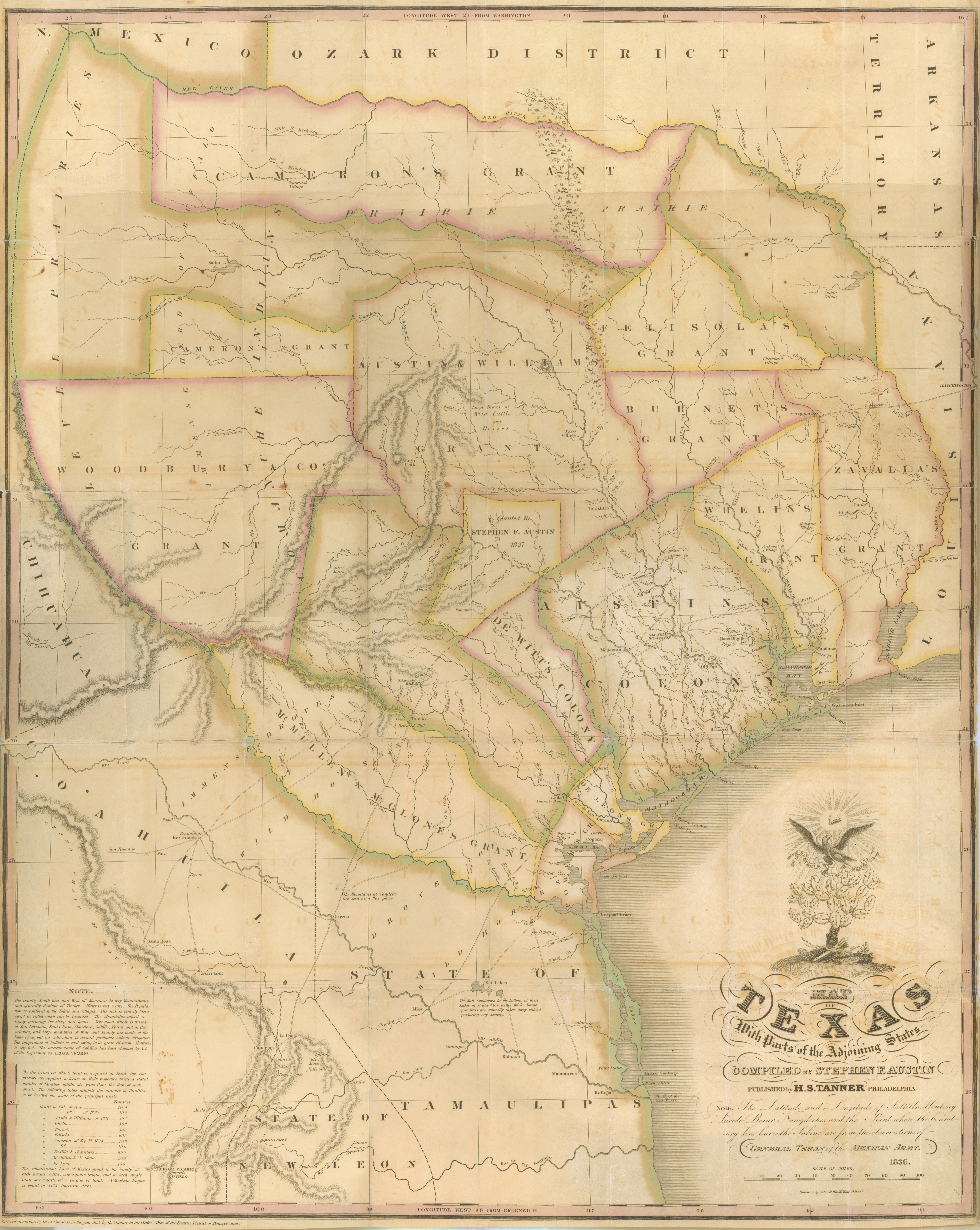
Mapa de Stephen Austin, 1836

La aplicación de controles a la inmigración y nuevos impuestos provocaron las protestas de los colonos que culminaron en los disturbios de Anáhuac. Austin se involucró en la política mexicana, apoyando al advenedizo Santa Anna. Tras el éxito de Santa Anna, los colonos, en la Convención de 1832, exigieron la reanudación de la inmigración, la exención de tarifas, la separación de Coahuila y un nuevo gobierno del estado de Texas. Austin no apoya estas demandas; las consideraba fuera de lugar y trabajó para moderarlas. Cuando se repitieron y se exigieron en la Convención de 1833, Austin viajó a la Ciudad de México el 18 de julio de 1833 y se reunió con el vicepresidente Valentín Gómez Farías. Consiguió que se levantara la prohibición de la inmigración pero no el gobierno estatal propio, pues se requería una población mínima de 80 000 habitantes y Texas contaba con 30 000.
Austin fue detenido por el gobierno de México en enero de 1834 en Saltillo, bajo la creencia de que estaba trabajando por la independencia de Texas, y era sospechoso de tratar de incitar a la insurrección. Fue trasladado a la Ciudad de México y encarcelado. No se formularon cargos contra por él por no ser competentes los tribunales de México. Fue trasladado de una prisión a otra y finalmente, puesto en libertad bajo fianza en diciembre de 1834 y obligado a permanecer en el Distrito Federal. Quedó libre completamente con la amnistía general de julio de 1835 y en agosto de 1835 marchó de México para volver a Texas vía Nueva Orleans.

## La Revuelta y la independencia de Texas
En su ausencia, una serie de sucesos impulsó a los colonos hacia la confrontación con el gobierno centralista de Santa Anna. Austin tomó el mando temporal de las fuerzas de Texas durante el sitio de Béjar del 12 de octubre al 11 de diciembre de 1835. Después de aprender de los disturbios en Anáhuac y Velasco en el verano de 1835, un enfurecido Santa Anna preparó rápidamente al ejército mexicano para barrer a los colonos angloamericanos de Texas. La guerra comenzó en octubre de 1835 en Gonzales. La República de Texas, creada por la nueva constitución de 2 de marzo de 1836, obtuvo la independencia tras una serie de derrotas y una victoria dramática en la batalla de San Jacinto, el 21 de abril de 1836, y la captura de Santa Anna a la mañana siguiente y su encarcelamiento.
En diciembre de 1835, Austin, Rama Archer, y William H. Wharton fueron nombrados comisarios ante los EE. UU. por el gobierno provisional de la República. El 10 de junio de 1836, Austin estaba en Nueva Orleans, donde recibió la noticia de la derrota de Santa Anna por Sam Houston en la batalla de San Jacinto. Austin regresó a Texas para descansar en el Peach Point (Jones Creek) en agosto. El 4 de agosto, anunció su candidatura a la presidencia de Texas. Austin confiaba en poder ganar la elección hasta dos semanas antes de las elecciones, cuando el 20 de agosto, Houston entró en la carrera. Austin escribió: "Muchos de los antiguos colonos están demasiado ciegos para ver o entender su interés y van a votar por él." Houston se llevó el este de Texas, la región del Río Rojo, y la mayoría de los votos de los soldados. Sam Houston obtuvo 5.119 votos, por 743 votos Henry Smith, y Austin, 587 votos.
Houston le nombró Primer Secretario de Estado de la nueva república, cargo que le dura solo dos meses. En diciembre de 1836, Austin estaba en la nueva capital de Columbia (ahora West Columbia) donde cogió un grave resfriado; su estado empeoró. Los médicos no pudieron ayudarle. Austin murió de neumonía al mediodía del 27 de diciembre de 1836. Fue en la casa de George B. McKinstry cerca de lo que ahora es West Columbia, Texas. Tenía 43 años. Austin fue enterrado en el Gulf Prairie Cemetery en el condado de Brazoria, Texas. En 1910 los restos de Austin fueron llevados al Texas State Cemetery, en Austin.
Austin nunca se casó, ni tuvo hijos. Legó todas sus tierras, títulos y posesiones, a su hermana casada, Emily Austin Perry.

## Monumentos

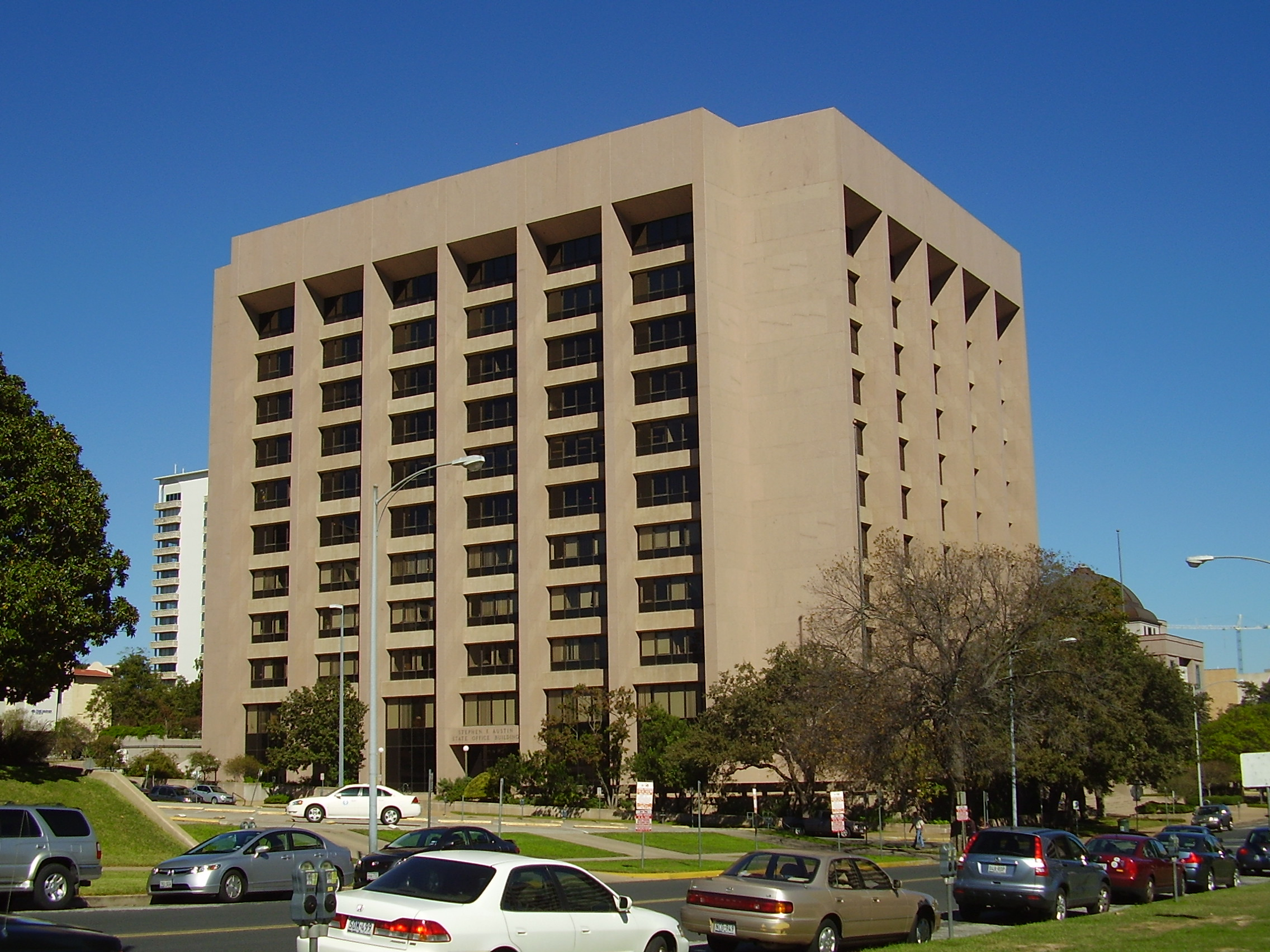
Stephen F. Austin State Office Building

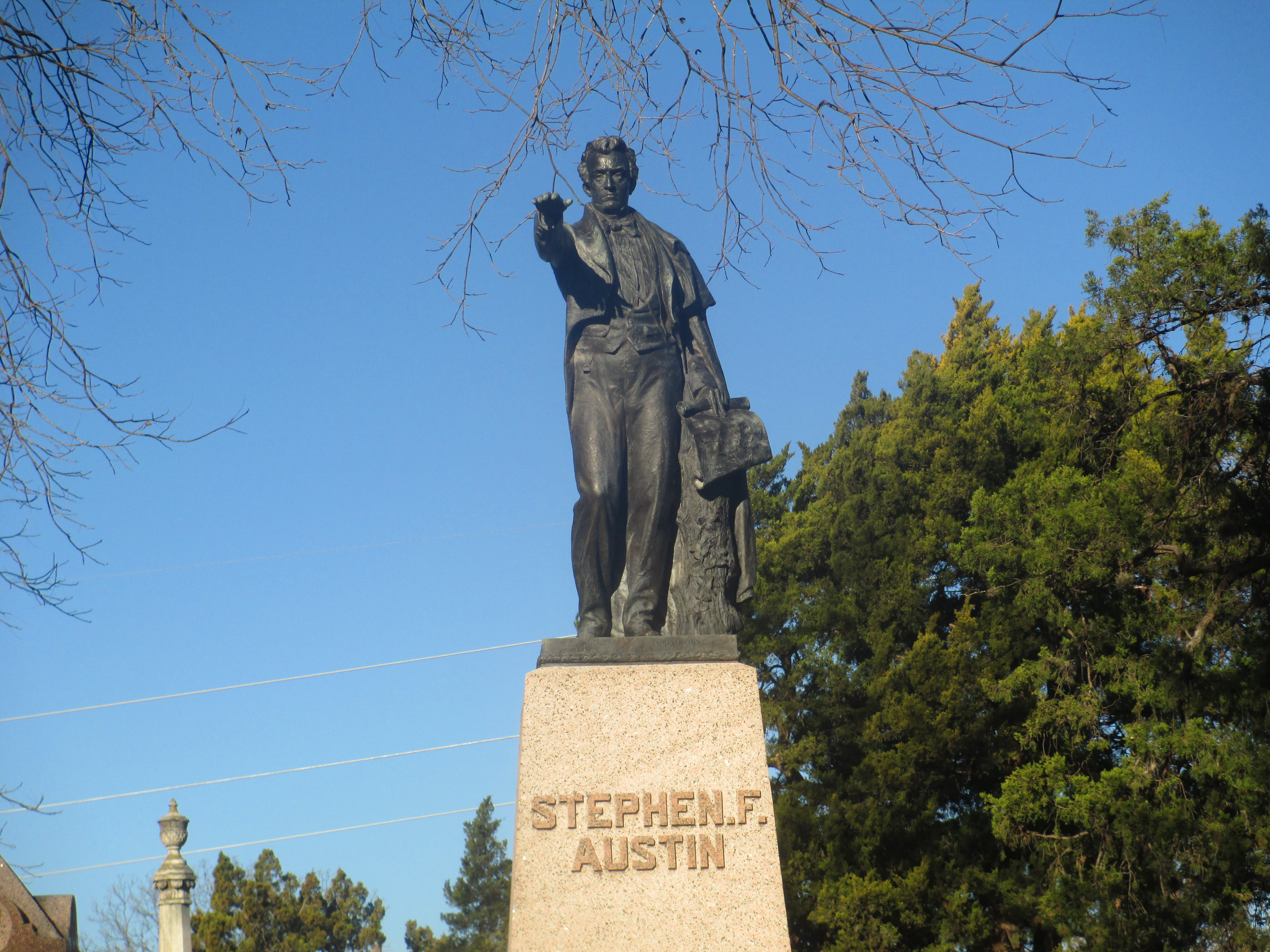
Stephen F. Austin monumento funerario en el Texas State Cemetery en Austin, Texas

- En Sherman, Texas, está el Austin College.[7]
- En Nacogdoches, Texas, está la Stephen F. Austin State University.[8]
- Austin, Texas y el Condado de Austin, así llamados por Stephen F. Austin.  La ciudad de Austin se encuentra en el condado de Travis .[9][9]
- Angleton, Texas, monumental estatua de Austin,[10] patrocinada por The Stephen F. Austin 500, esculpida por David Adickes, con una base de 12 pies y una altura de 72 pies. La base es 2 pies mayor que la de la estatua de Sam Houston en Huntsville, Texas, pero 7 pies más baja. La estatua de Sam Houston es de 67 pies, sobre una base de 10, o de 77 pies si se considera estatua y base.
- El National Statuary Hall Collection (Washington) permite que cada estado seleccione dos estatuas para exhibir en el Capitolio de Washington.  Texas eligió las de Sam Houston y Stephen F. Austin; Fueron esculpidas por una inmigrante alemana, Elisabet Ney.[11]
- Gulf Prairie Cemetery, el lugar de su primera inhumación.[12]
- En 1959, Austin, a título póstumo, entró en el Hall of Great Westerners y en el National Cowboy Hall of Fame de Oklahoma City, Oklahoma.
- En Austinville, Virginia, villa natal, se erigió un monumento.
- En Bellville, Texas, se encuentra un gran busto de Austin, esculpido por David Adickes, y localizado en la intersección de la State Highways 36 y 159.